# Lal Bahadur Shastri
Lal Bahadur Shastri (tiếng Hindustan: [laːl bəˈɦaːd̪ʊr ˈʃaːst̪ri], ngheⓘ, 2 tháng 10 năm 1904 – 11 tháng 1 năm 1966) là Thủ tướng Ấn Độ thứ 2 và lãnh đạo Đảng Quốc Đại Ấn Độ.